# Jonathan Sacoor
Jonathan Sacoor (* 1. September 1999 in Halle) ist ein belgischer Sprinter, der sich auf den 400-Meter-Lauf spezialisiert hat. Mit der belgischen 4-mal-400-Meter-Staffel wurde er 2022 und 2024 Hallenweltmeister und gewann zweimal Bronze bei Weltmeisterschaften. Zudem wurde er 2018 und 2024 Europameister in der 4-mal-400-Meter-Staffel.

## Sportliche Laufbahn
Erste internationale Erfahrungen sammelte Jonathan Sacoor im Jahr 2015, als er beim Europäischen Olympischen Jugendfestival (EYOF) in Tiflis in 49,86 s den sechsten Platz belegte. Im Jahr darauf erreichte er bei den erstmals ausgetragenen Jugendeuropameisterschaften ebendort in 47,71 s Rang vier und 2017 gewann er bei den U20-Europameisterschaften in Grosseto in 46,23 s die Bronzemedaille. 2018 wurde er belgischer Hallenmeister und erhielt daher einen Startplatz in der belgischen 4-mal-400-Meter-Staffel für die Hallenweltmeisterschaften in Birmingham, bei denen er in 3:02,51 min die Bronzemedaille hinter den Teams aus Polen und den Vereinigten Staaten gewann. Während der Freiluftsaison siegte Sacoor bei den U20-Weltmeisterschaften in Tampere in 45,03 s und stellte dort auch einen neuen U20-Landesrekord auf. Zudem belegte er mit der Staffel in 3:07,05 min Rang fünf. Im August startete er mit der Staffel bei den Europameisterschaften in Berlin und siegte dort in 2:59,47 min. Bei den IAAF World Relays 2019 in Yokohama gelangte er mit der Männerstaffel in 3:02,70 min auf den Bronzerang hinter den Mannschaften aus Trinidad und Tobago und Jamaika, während er mit der gemischten Staffel in 3:25,74 min Rang acht belegte. Anschließend startete er bei den U23-Europameisterschaften in Gävle nur mit der Staffel, konnte das Rennen im Finale aber nicht beenden. Jedoch qualifizierte er sich über 400 Meter für die Weltmeisterschaften in Doha und gelangte dort bis in das Halbfinale, in dem er seine Bestleistung von 45,03 s egalisierte und damit ausschied. Mit der Staffel erreichte er das Finale und gewann dort in 2:58,78 min hinter den Teams aus den Vereinigten Staaten und Jamaika die Bronzemedaille. Bei den World Athletics Relays 2021 in Chorzów belegte er in 3:10,74 min den achten Platz mit der Männerstaffel und verhalf der Mixed-Staffel zum Finaleinzug. Anschließend gewann er bei den U23-Europameisterschaften in Tallinn in 45,17 s die Silbermedaille hinter dem Schweizer Ricky Petrucciani, ehe er bei den Olympischen Sommerspielen in Tokio mit 45,88 s im Halbfinale ausschied und mit der Staffel mit neuem Landesrekord von 2:57,88 min Rang vier erreichte.
2022 erreichte er bei den Hallenweltmeisterschaften in Belgrad das Finale mit der Staffel und gewann dort in 3:06,52 min gemeinsam mit Julien Watrin, Alexander Doom und Kevin Borlée die Goldmedaille. Im Juli verhalf er dem Team bei den Weltmeisterschaften in Eugene zum Finaleinzug und trug damit zum Gewinn der Bronzemedaille bei und anschließend kam er bei den Europameisterschaften in München ebenfalls im Vorlauf zum Einsatz und gewann damit die Silbermedaille mit der belgischen Mannschaft. 2023 wurde er bei der 1. Liga der Team-Europameisterschaft im Rahmen der Europaspiele in Chorzów in 3:12,97 min Zweiter im A-Lauf der Mixed-Staffel und sicherte sich damit ligenübergreifend die Bronzemedaille hinter den Teams aus Tschechien und Polen. Im Jahr darauf verteidigte er bei den Hallenweltmeisterschaften in Glasgow in 3:02,53 min gemeinsam mit Dylan Borlée, Christian Iguacel und Alexander Doom seinen Titel im Staffelbewerb. Anfang Mai wurde er bei den World Athletics Relays in Nassau in 3:01,16 min Dritter über 4-mal 400 Meter hinter den Teams aus Botswana und Südafrika und in der Mixed-Staffel erreichte er das Finale und sicherte damit der belgischen Mannschaft einen Startplatz bei den Olympischen Spielen in Paris. Im Juni belegte er bei den Europameisterschaften in Rom in 44,98 s den vierten Platz über 400 Meter und gelangte auch mit der Mixed-Staffel mit 3:11,03 min auf Rang vier und stellte damit einen neuen Landesrekord auf. Zudem siegte er mit der Männerstaffel in 2:59,84 min gemeinsam mit Robin Vanderbemden, Dylan Borlée und Alexander Doom. Im August belegte er bei den Olympischen Sommerspielen in Paris in 3:09,36 min den vierten Platz in der Mixed-Staffel und ging im Hoffnungslauf über 400 Meter nicht an den Start. Auch mit der Männerstaffel wurde er mit neuem Landesrekord von 2:57,75 min im Finale Vierter.
2025 schied er bei den Halleneuropameisterschaften in Apeldoorn mit 47,25 s im Halbfinale über 400 Meter aus und gewann mit der Staffel in 3:05,18 min gemeinsam mit Julien Watrin, Christian Iguacel, und Florent Mabille die Bronzemedaille hinter den Teams aus den Niederlanden und Spanien.
2019 wurde Sacoor belgischer Meister im 400-Meter-Lauf im Freien sowie 2018 in der Halle.

## Persönliche Bestleistungen
- 200 Meter: 20,90 s (+0,4 m/s), 26. Mai 2024 in Brüssel
  - 200 Meter (Halle): 21,22 s, 1. Februar 2025 in Gent
  - 300 Meter (Halle): 33,41 s, 24. Februar 2018 in Gent (europäische U20-Bestleistung)
- 400 Meter: 44,98 s, 10. Juni 2024 in Rom
  - 400 Meter (Halle): 46,30 s, 7. März 2025 in Apeldoorn